# Targionia
Targionia é um género de musgos hepáticas da família Targioniaceae que compreende 5 espécies validamente descritas.

## Taxonomia
O género foi descrito por Carolus Linnaeus e publicado em Species Plantarum 1136. 1753, tendo como espécie tipo Targionia hypophylla.	
Ao género Targionia inclui as seguintes espécies:
- Targionia formosica Horik.
- Targionia hypophylla L.
- Targionia indica Udar & A.Gupta
- Targionia lorbeeriana K.Müller
- Targionia stellaris (K.Müller) Hässel de Menéndez